# الکساندر سومه
الکساندر سومه (فرانسوی: Alexandre Soumet‎; فرانسوی: [sumɛ]; ۲۹ ژانویهٔ ۱۷۸۶ – ۳۰ مارس ۱۸۴۵) یک شاعر و نمایش‌نامه‌نویس اهل فرانسه بود.
یکی از سروده‌های وی به نام «نُرما، یا کودک‌کشی» منبع الهام اپرای نرما اثرِ وینچنتزو بلینی بوده‌است.
در دوران سلطنت لوئی هجدهم، او ابتدا کتابدار سن کلو بود و بعدها به رامبوئییه و کومپین منتقل شد.